# El Valle, Puebla
El Valle är en ort i Mexiko.   Den ligger i kommunen Cuyoaco och delstaten Puebla, i den sydöstra delen av landet, 170 km öster om huvudstaden Mexico City. El Valle ligger 2 811 meter över havet och antalet invånare är 435.
Terrängen runt El Valle är kuperad. Runt El Valle är det ganska tätbefolkat, med 93 invånare per kvadratkilometer. Närmaste större samhälle är San Miguel Tenextatiloyan, 9,7 km väster om El Valle. I omgivningarna runt El Valle växer huvudsakligen savannskog.